# Torre de Casa Malapeira
La Torre de Casa Malapeira és una obra de Vila-seca (Tarragonès) declarada Bé Cultural d'Interès Nacional.

## Descripció
Al carrer Sant Josep hi ha 3 torres totes molt properes, formen part del segon clos emmurallat de Vila-seca. El fet que estiguin tan juntes fa pensar van ser construïdes a iniciativa particular per defensar uns habitatges concrets. Són les següents:
La de la casa Baldrich al carrer Sant Josep, 27 és la més gran, després hi ha la de la casa Benach i per acabar, la del carrer sant Josep, 23 inclosa en la casa Malapeira. Aquesta darrera és la més petita de totes tres i la que es troba en millor estat de conservació. Hi podem veure algunes mènsules i un matacà Destaca la coberta en forma de claraboia que sobresurt de la resta de les cases del voltant. No és visible des de l'exterior.

## Història
La població de Vila-seca es defensava mitjançant un seguit de torres -dotze concretament, algunes de les quals s'han conservat fins als nostres dies- que formaven un doble clos emmurallat. Aquestes torres tenen en comú la planta quadrangular, la distribució interior dels pisos, el tipus de material constructiu emprat i la forma de construcció. En origen podrien haver tingut merlets, però no s'observa cap senyal de l'existència de matacans. El gruix dels murs està al voltant dels 75 cm.